# Хуттунен, Эви
Эви Мария Хуттунен (в замужестве Пиринен) (фин. Eevi Maria Huttunen 23 августа 1922, Финляндия — ум.3 декабря 2015 года) — финская конькобежка, бронзовый призёр зимних Олимпийских игр 1960 года, чемпионка мира в многоборье, 12-кратная чемпионка Финляндии в многоборье и 5-кратная серебряный призёр, 21-кратная рекордсменка Финляндии. В течение десяти лет была единственной конькобежкой способной бегать длинные дистанции на равных с советскими конькобежками.

## Биография
Эви Хуттунен родилась вторым младшим ребёнком в семье из шести детей Пекки Хуттунена и Эвы Икяхеймо. Она ходила в среднюю школу в Куопио и окончила колледж с дипломом. В возрасте 16 лет она начала кататься на лыжах, а во время зимней войны занялась скоростным катанием на коньках. В то время в районе Картулы не было тренировочных площадок, поэтому зимой она тренировалась на льду озера Хирвиярви. Во время войны Эви работала на государственной службе на благо Родины.
С 1941 и по 1945 год Эви четыре раза становилась 2-й на чемпионате Финляндии по многоборью и только в 1946 году стала чемпионом страны. После этого она ещё 11 раз выигрывала звание абсолютной чемпионки вплоть до 1960 года. Дебютировала на международной арене в 1948 году  на чемпионате мира в классическом многоборье в Турку, завоевав малое серебро на дистанции 5000 м и бронзу — на 3000 м. В итоге заняла общее 5-е место. Следующие 2 года она становилась 6-й и 11-й на мировых первенствах.
В 1951 году на чемпионате мира в классическом многоборье в Эскильстуне стала чемпионкой мира, выиграв три дистанции из четырёх. С 1952 по 1955 год включительно Эви уступала только советским спортсменкам, заняв 5-е место на чемпионате мира 1952 года и 4-е места в 1953, 1954 и 1955 годах. С небольшими перерывами она ещё дважды принимала участие на мировых чемпионатах,  но выше 5-го места так и не поднялась. В возрасте 37 лет вернулась в конькобежный спорт для участия на зимних Олимпийских играх в Скво-Велли, где впервые участвовали женщины конькобежцы. Стала бронзовым призёром в забеге на 3000 м и была 9-й — на 1000 и 14-й — на дистанциях 500 и 1500 м. В том же году завершила карьеру.

## Личная жизнь
Эви Мария вышла замуж за Тааветти Пиринена в 1960 году, у которого было две дочери от предыдущего брака. Своих детей у Эви не было, поэтому эти девочки были её семьей. Пиринен умер уже в 1970-х годах от рака лёгких. Свою трудовую карьеру она провела на службе города Куопио в качестве секретаря в больнице Харьюла, из которой вышла на пенсию в 1985 году. В пенсионные годы Эви Пиринен ушла из поля зрения общественности и не давала интервью. Она умерла в возрасте 93 лет 3 декабря 2015 года от рака головного мозга в хосписе больницы Харьюла. Поскольку у братьев и сестёр Эви также не было наследников, то она завещала 100 000 евро молодёжной работе Картулы.

## Награды
- 1949, 1951, 1953, 1960 года - признавалась «Спортсменкой года» в Финляндии.
- 2003 год - получила награду Pro Urheilu.